# Şahin Giray
Şahin Girai o Şahin Giray (1746-1787) fou kan de Crimea (1772-1782 i 1782-1783). Era germà de Sahib II Giray del qual fou khalgay (1771-1774). Havia viscut a Rússia i va arribar a capità de la guàrdia imperial.
El 1775 es va revoltar contra Devlet IV Giray. Aquest havia estat afavorit pels russos però es va acostar als otomans, mentre Şahin representava el grup de tàtars més partidaris de cooperar amb Rússia. Es va dir que s'havia fet cristià grec, si bé això sembla que no era veritat, però si que va introduir els costums europeus. El novembre de 1776 va derrotar el seu rival de manera decisiva i en els mesos següents va avançar cap a la capital. El 4 de març de 1777 fou proclamat kan a Bakhtxissarai, i poc després va permetre a Devlet IV marxar a Turquia; tot seguit va demanar la investidura a la Porta i al tsar.
El 1777 va demanar ajut als russos davant el perill otomà i tropes russes van anar al kanat i es van establir a les fortaleses. Els otomans també van enviar tropes i es van instal·lar a Gosleve; a l'octubre grups de tàtars van atacar als russos; el kan Şahin fou ferit i es va refugiar amb els seus protectors i els turcs van nomenar kan a Bakht o Baht Giray que fou enviat a Sebastòpol amb cinc vaixells de guerra, però el desembre tropes russes van entrar a la península, van sotmetre als rebels i derrotar els otomans i van assegurar a Şahin Giray. El 1778 Selim III Giray va penetrar a Crimea amb suport otomà i va aconseguir algunes avantatges, rebent el nomenament com a kan de la Porta, però Şahin Giray, després de signar una treva de 21 dies, la va trencar i amb suport dels russos el va derrotar i es va haver d'embarcar a uns vaixells turcs a Balaklava, cap a Sinope. Un segon intent de Selim III el setembre de 1778, va ser rebutjat. Les famílies armènies i gregues de Crimea foren convidades a emigrar a Rússia i la majoria ho van fer (cap a Azov) i foren substituïts per russos.
Pel Tractat d'Aynali Kavak entre Turquia i Rússia de 1779, els russos es van comprometre a evacuar Crimea i el sultà a canvi va concedir la investidura a Şahin Giray el novembre. L'octubre de 1780 els turcs van fomentar una revolta entre els nogais i circassians per forçar el fet que eren subjectes directament de l'imperi i no del kan. Es va produir també un atac abkhazi a Sudak i els tàtars de Kuban es van revoltar però els russos van reprimir la revolta ràpidament. El país es va buidar i només van quedar uns 160.000 tàtars i la resta va emigrar a Rússia o a Turquia. El 1782 la població s'havia reduït a uns 110.000. En aquest temps va començar a prosperar la ciutat de Kherson, fundada poc abans.
El 1782 els germans del kan, Bahadur o Bahadır Giray, governador de Kuban, i Arslan Giray, delegat del kan a Sudak, es van revoltar. El kan va enviar tropes que foren derrotades i es va haver de retirar a Yenikale. Bahadur es va dirigir a Feodòssia i va presentar la seva reclamació al tron però els caps tribals ni van exigir per ser proclamat el pagament dels deutes del seu germà, i va acceptar i es va cridar a tots els que havien de participar en l'elecció proclamant al germà rebel com a Bahadır II Giray. Els russos van bloquejar els ports de Crimea en poder del rebel (setembre de 1782). Şahin Giray es va retirar a Kertx. Baskht o Baht Giray va reclamar altra vegada el tron i es va establir a Kara-su esperant confirmació de la Porta. Però finalment els russos van dominar la rebel·lió amb certa facilitat. El kan formalment es va reconciliar amb els seus germans. Degut a tots aquests disturbis Rússia va decidir l'annexió.
Per un tractat amb Turquia ratificat el 19 d'abril de 1783, Crimea (amb Taman i Kuban) fou annexionada. Şahin Giray va haver d'abdicar i es va retirar a Vorónej i després a Kaluga, rebent una pensió i el tractament de príncep sobirà. Potemkin es va apropiar de la pensió i va haver d'exiliar-se a Turquia, on fou ben rebut però enviat desterrat a Rodes on el 1787 fou assassinat per emissaris de la Porta.
Crimea va formar la província de Tàurida sota un governador general, i dividida en set districtes o cercles: Simferòpol, Levcopol, Eupatòria, Perekop, Dneprovsk, Melitopol i Fanagòria.